# Pagaronia dogoyamensis
Pagaronia dogoyamensis är en insektsart som beskrevs av Toyohi Okada 1978. Pagaronia dogoyamensis ingår i släktet Pagaronia och familjen dvärgstritar. Inga underarter finns listade i Catalogue of Life.